# Nur nicht mucken
Nur nicht mucken (Klaga inte), op. 472, är en polka-française av Johann Strauss den yngre. Den spelades första gången sommaren 1897 i Wien av någon militärorkester. 

## Historia
Johann Strauss var 70 år när han sommaren 1896 accepterade librettot av Alfred Maria Willner och Bernhard Buchbinder till sin nya operett Die Göttin der Vernunft. Det dröjde dock inte länge förrän det uppstod stridigheter, då Strauss var allt annat än nöjd med handlingen i operetten, som var tänkt att visa en skämtsam sida av den franska revolutionen. När Strauss önskade distansera sig från projektet skrev Willner bestämt till honom den 9 augusti 1896: "Herr Buchbinder vill inte på några villkor bryta kontraktet mellan oss tre... och jag för min del känner mig bunden att fortsätta följa kontraktet. Följaktligen ska jag tillåta mig att skicka ytterligare textrader till dig". Strauss var således tvingad att fortsätta komponerandet men var inte närvarande vid premiären i Theater an der Wien den 13 mars 1897. Det musikaliska arbetet hade överlåtits till kapellmästaren Adolf Müller junior (1839-1901). Strauss dödssjuke vän Johannes Brahms släpade sig till premiären, men gick under tredje akten. Han avled av cancer den 3 april samma år. Recensenten i Wiener Rundscha dömde som så många andra ut valet av libretto men fortsatte: "Hur som helst, musiken har många förtjänster, särskilt instrumenteringen, även om de förväntade valspärlorna inte infriades".
Förlaget "Emil Berté & Cie" visade föga intresse för operetten och blev nästan paralyserade då verket togs bort från repertoaren efter endast 36 föreställningar. Kanske var det då som Strauss bestämde sig för att själv arrangera de traditionella, separata orkesternumren med teman från operetten, då fem av de sex styckena endast gavs ut i klaverutdrag. Men den 14 mars 1897 skrev hans broder Eduard Strauss till Johann: "Tyvärr finns det inte längre någon tid att arrangera musiken. Inom två eller tre veckor stänger alla konsertsalar. Och när maj månad nalkas kommer publiken ha glömt bort dem". En tid senare klagade Eduard att förlaget inte hade skickat honom något material alls och att var glad att han personligen hade förberett valsen Heut' ist heut' (op. 471). Polkan Nur nicht mucken publicerades endast som klaverutdrag. Men sommaren 1897 förekom stycket på åtskilliga konserter givna av de många militärorkestrar som fanns i Wien med omnejd i arrangemang av respektive kapellmästare. 
Polkans titel kommer från texten till Bonhommes entréaria (Nr 3) i akt I: "Nur nicht ducken und zucken, wenn ein scharfes Lüfterl weht, lieber schlucken und nicht mucken, bis es glatt vorüber gehr". Samma sång återfinns även i polkans huvudmelodier (tema 1A och 1B), medan musiken till polkans trio-del (2A) återfinns i duetten mellan Ernestine och Jacquelin (Nr 11) i akt III: "Als ich noch war Grisette". Melodin till tema 2B återfinns inte i klaverutdraget och kan ha kasserats före eller direkt efter premiären av Die Göttin der Vernunft.

## Om polkan
Speltiden är ca 4 minuter och 2 sekunder plus minus några sekunder beroende på dirigentens musikaliska tolkning.
Polkan var ett av sex verk där Strauss återanvände musik från operetten Die Göttin der Vernunft:
- Heut' ist heut', Vals, Opus 471
- Nur nicht mucken, Polka-française, Opus 472
- Wo uns're Fahne weht, Marsch, Opus 473
- Da nicken die Giebel, Polkamazurka, Opus 474
- Frisch gewagt, Galopp, Opus 475
- Göttin der Vernunft, Kadrilj, Opus 476

## Weblänkar
- Nur nicht mucken i Naxos-utgåvan.